# Сент-Восток (кантон)
Сент-Восток (фр. Saintes-Est) — кантон во Франции, находится в регионе Пуату — Шаранта. Департамент кантона — Шаранта Приморская. Входит в состав округа Сент. Население кантона на 2006 год составляло 14 019 человек.
Код INSEE кантона 1751. Всего в кантон Сент-Восток входят 7 коммун, из них главной коммуной является Сент.

## Коммуны кантона
- Шанье — население 3293 чел.
- Коломбье — население 318 чел.
- Куркури — население 694 чел.
- Ла-Шапель-де-По — население 891 чел.
- Ла-Жар — население 295 чел.
- Ле-Гон — население 1645 чел.
- Сент